# 昆乔科
昆乔科（？—？），元朝高昌回鶻畏兀儿人。

## 生平
吐鲁番、敦煌出土的古代回鹘语佛教写本题记中记载为阿尔斯兰·毗伽·登里·伊里格·昆乔科亦都护，意为“雄狮般的、智慧的、神圣的国王昆乔科亦都护陛下”。1283年至1284年间高昌回鶻亦都护东迁至甘肃的永昌。昆乔科是依附察合台汗国的镇守在高昌（哈喇火州）的亦都护。哈喇火州在元朝时在在元朝廷和察合台汗国之间摇摆，归附元朝时是哈喇火州总管府。昆乔科所处时代在察合台汗国也先不花统治时期，布颜海涯沙尔出资印制经文的题记中，发愿人自称其姐姐妥莱恪·奇孜殿下是亦都护昆乔科的夫人。

## 家族
- 达里麻吃剌，即吃剌失思·亦都護。大宗正府札鲁火赤高昌王月鲁哥之孙